# Dactilología

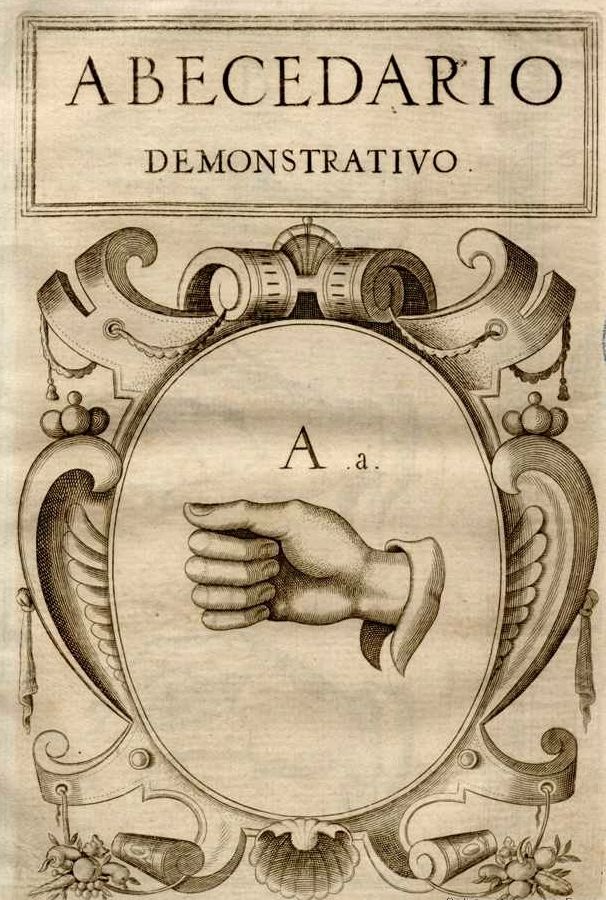
Letra «a» del abecedario dactilológico de tipo icónico de Juan Pablo Bonet (1620).

La dactilología (del griego "daktilos" -dedos-, y "logia" -ciencia-, "ciencia de los dedos") es un sistema de comunicación que transmite información mediante el uso de los dedos de la mano. Este sistema forma parte auxiliar de la fonología de las lenguas de señas y también se utiliza en sistemas visuales artificiales de información (árbitros deportivos, señales militares o marinas, etc.), en formas de cálculo aritmético manual, etc.
A lo largo de la historia de la Humanidad hay constancia de diferentes sistemas dactilológicos para muy diversos fines, la gran mayoría concebidos para el recuento numérico o para la representación de alfabetos manuales, de sonidos musicales o de comunicaciones cifradas (secretas). Todos estos sistemas se han clasificado, desde el punto de vista simbólico, en dos tipos principales de dactilología:
- Dactilología simbólica: representa una serie de conceptos mediante la simbolización de cada parte diferente de la mano o del cuerpo, la cual se señala. Es decir, este código únicamente es entendible si ya existe una idea preconcebida o enseñada de que una parte del cuerpo signifique algo. Por ejemplo, en el actual alfabeto dactilológico inglés la señalación con el dedo índice de la mano dominante sobre uno de los dedos de la otra mano significa una de las letras vocales del alfabeto latino. Solamente aquellos que hayan aprendido previamente este código podrán entender su significado. Por lo tanto, el alfabeto dactilológico inglés es de base simbólica. También serían de carácter simbólico aquellos sistemas dactilológicos utilizados en el pasado para hacer comunicaciones cifradas.

- Dactilología icónica: representa una serie de conceptos mediante una configuración de las manos que busca imitar visualmente el propio concepto (si es material) u otro símbolo gráfico que representaría el mismo concepto. Es decir, este código tiene alguna posibilidad de ser entendido sin ideas preconcebidas ni enseñanza, al menos de forma secundaria, teniendo en cuenta la iconocidad del símbolo. Por ejemplo, en el alfabeto manual español, publicado en 1620 por Juan de Pablo Bonet (empleado no sólo en España sino en casi todo el mundo), la configuración de una mano con la letra "a" imita el símbolo gráfico del sistema de escritura empleado en la imprenta, especialmente en minúscula, del tipo redonda o itálica. Otros ejemplos podrían ser: la comunicación no verbal de los futbolistas durante un partido, expresando el concepto material del balón con sus manos indicando su forma geométrica; el signo de victoria que se hace con los dedos de la mano imitando la letra "v"; etc.[1]